# Knut Anders Sørum
Knut Anders Sørum, född 12 april 1976, är en norsk sångare, musiker och kompositör. 
Sørum representerade Norge i Eurovision Song Contest 2004 med bidraget "High" och kom på 24:e och sista plats med tre poäng från Sverige.
Sørum släppte sitt debutalbum Prøysen 2010, som består av tolkningar av diktaren Alf Prøysens visor. Den låg som bäst på plats 12 på VG-listan det året. 2012 deltog han i musikprogrammet The Voice på norska TV 2. Hans andra studioalbum Ting flyt släpptes 2013 och består främst av soulinfluerade låtar. Detta album låg på VG-listan i fyra veckor och uppnådde som bäst 5:e plats.
Sørum är öppet bisexuell.

## Diskografi

### Solo
Album
- Prøysen (2010)
- Ting flyt (2013)
- Ting flyt remix (daWorks, 2016)
- Audiens 1:1 (2016)
- Knut Anders Sørum LIVE (2017)
- Dom vonde orda (2019)

Singlar
- "High" (2004)

### Med Vardøger
Album
- Ghost Notes (2015)

EP
- Whitefrozen (2003)